# バーナードループ
バーナードループ(Barnard's Loop, Sh 2-276) はオリオン座にある巨大な散光星雲である。この星雲は同じオリオン座の馬頭星雲やオリオン大星雲(M42)を含む巨大なオリオン座分子雲の一部を構成している。この星雲はオリオン大星雲付近に中心を持つ円弧状の形をしている。バーナードループのガスを電離して、輝かせているのもオリオン大星雲の若い星々だと考えられている。
地球から見ると10度以上の範囲に広がっており、オリオン座のほとんどを覆うほどの大きさである。肉眼では見ることはできないが、長時間露出の写真撮影では明るく写る。1894年にエドワード・エマーソン・バーナードが写真から発見した。
地球から約1,600光年の距離にあると見積もられている。この場合、実際の星雲の直径は約300光年となる。この星雲は約200万年前にこの領域で起きた超新星爆発の残骸であると考えられているが、古い超新星残骸であるため、既にシンクロトロン放射で発光するほどの高温にはなっておらず、通常のHII領域と同様にOB型星からの紫外線で水素ガスが電離されて光っている。このため、星雲の分類としては散光星雲（輝線星雲）に分類されることが多い。
天球上で大きな固有運動を持って運動している恒星を「逃走星（runaway stars、逃亡星、走り去る星）」と呼ぶことがある。このような速い運動をする恒星には、ぎょしゃ座AE星、はと座μ星、おひつじ座53番星がある。これらの星は、固有運動の方向を逆に延長すると約200万年前にオリオン大星雲付近にあったことが分かっている。このことから、かつてこれらの星は多重連星系を作っていたが、約200万年前にその中の一つが超新星爆発を起こし、その衝撃波で連星系が壊れて、残りの星がばらばらの方角に飛び出したものと考えられている。爆発時期が一致することから、バーナードループを作ったのもこの時の超新星ではないかとする説もある。